# Bình Nhâm
Bình Nhâm is een xã in thị xã Tân Uyên, een thị xã in de Vietnamese provincie Bình Dương.
Bình Nhâm ligt aan de oever van de Sài Gòn.